# Harem Scarem
Harem Scarem är en förlorad animerad kortfilm från 1928 med Kalle Kanin i huvudrollen.

## Handling
Kalle Kanin är ute i öknen och rider på en kamel, när han plötsligt blir attackerad av en stor fågel. Kalle lyckas dock med hjälp av kamelen att besegra den och fäster fågelns vingar på kamelen, vilket resulterar till att de snabbare kommer fram till ett marockanskt café.
På caféet blir Kalle charmad av en hula-hula-dansös. Deras lilla stund tillsammans avbryts dock av en shejk som kidnappar flickan. Kalle bestämmer sig för att rädda henne, och tar med sig kamelen på en vild jakt. De hinner ikapp shejken och fritar flickan.

## Om filmen
Den 24 april 1932 utgavs filmen i en ljudlagd version.
Filmen har gått förlorad och finns inte tillgänglig, däremot finns några teckningar från den sparade.